# Maylson
Maylson Barbosa Teixeira, detto Maylson (São Bernardo do Campo, 6 marzo 1989), è un ex calciatore brasiliano, di ruolo centrocampista.

## Caratteristiche tecniche
Gioca come centrocampista.

## Carriera

### Club
Si è trasferito al Grêmio nel giugno 2005; nel 2007 si aggregò alla prima squadra a causa della squalifica di Tcheco e dell'infortunio di Ramón.

### Nazionale
Nel novembre 2008, Maylson fu convocato dal commissario tecnico del Brasile under 20 Rogério Lourenço; nel 2009 ha vinto il Sudamericano Sub-20 2009.

## Palmarès

### Nazionale
- Sudamericano Sub-20: 1

2009